# Ospedale dei Pellegrini
Il Presidio Ospedaliero dei Pellegrini, noto anche come Vecchio Pellegrini, è una storica struttura sanitaria situata nel centro storico di Napoli. Il complesso ospedaliero, che comprende anche la chiesa della Santissima Trinità dei Pellegrini, rappresenta una delle istituzioni assistenziali più antiche della città partenopea.

## Storia

### Fondazione e primi sviluppi
L'Ospedale dei Pellegrini fu fondato nel XVI secolo dal cavaliere gerosolimitano Fabrizio Pignatelli di Monteleone. Nel 1578, sei artigiani napoletani, tra cui Bernardo Giovino, promotore dell'iniziativa, fondarono la Confraternita della Santissima Trinità con lo scopo di assistere i numerosi pellegrini che sostavano a Napoli durante i loro viaggi verso i vari santuari italiani.
La prima struttura ospitaliera venne aperta nel 1579 presso il convento di Sant'Arcangelo a Baiano. Successivamente, a causa del crescente numero di pellegrini, la sede fu trasferita in locali più ampi nei dintorni di San Pietro ad Aram. Infine, dal 1591, l'ospedale trovò la sua collocazione definitiva nell'edificio costruito in Via Portamedina.

### Evoluzione e ampliamenti
Nel 1769, sia la chiesa che la struttura ospedaliera furono sottoposte a significativi lavori di ampliamento. L'Arciconfraternita continuò a svolgere il suo compito di accoglienza dei pellegrini per molti secoli, operando in stretta connessione con l'ospedale.
Un importante sviluppo si ebbe nel 1816 con l'apertura del primo reparto di chirurgia. Dopo il 1861, l'ospedale iniziò a diversificare le proprie attività in vari settori clinici.

### Periodo moderno
In seguito ai danni subiti durante la Seconda Guerra Mondiale, l'ospedale fu ricostruito e ampliò ulteriormente la gamma dei servizi sanitari offerti. Nel 1968, per effetto di una legge, la struttura passò alla sfera pubblica e l'Arciconfraternita si separò dall'ospedale.

## Struttura e servizi attuali
Attualmente, l'Ospedale dei Pellegrini, che rientra nel territorio del Distretto Sanitario n. 31 dell'ASL Napoli 1 Centro, eroga prestazioni sanitarie attraverso le sue Unità Operative sia in regime di ricovero (ordinario, day hospital, day surgery) che ambulatoriale.
La struttura è dotata di:
- Pronto Soccorso generale
- Pronto Soccorso Oculistico
- Reparto di Rianimazione e Terapia Intensiva
- Unità Intensiva Coronarica

Tra le Unità Operative di particolare rilievo si segnalano:
- Chirurgia della Mano
- Ortopedia
- Oculistica, con il centro di Prelievo e Trapianto della Cornea, importante riferimento regionale
- Chirurgia Vetroretinica per la gestione delle patologie retiniche e traumatiche.[2]

## Collegamenti
L'ospedale dei Pellegrini è raggiungibile tramite:
- Metropolitana di Napoli
  -  Dante
- Servizio ferroviario metropolitano di Napoli
  -  Napoli Montesanto
  - Ferrovia Cumana – Montesanto
- Funicolari di Napoli
  - Funicolare di Montesanto, fermata Montesanto
  - Funicolare Centrale, fermata Augusteo
- Linee autobus (presso la vicina Via Toledo)
  - 139 Cardarelli (Ospedale) – Dante – Via Monteoliveto
  - 168 Frullone (MN1) – Dante – Via Monteoliveto
  - 182 Deposito Via Puglie – Via Monteoliveto
  - 184 Via delle Galassie – Via Monteoliveto

- Rete filoviaria di Napoli
  - 201 Piazza Carlo III – Dante – Piazza Municipio
  - 204 Cardarelli (Ospedale) – Dante – Piazza Municipio